# Адміністративний поділ країн Європи

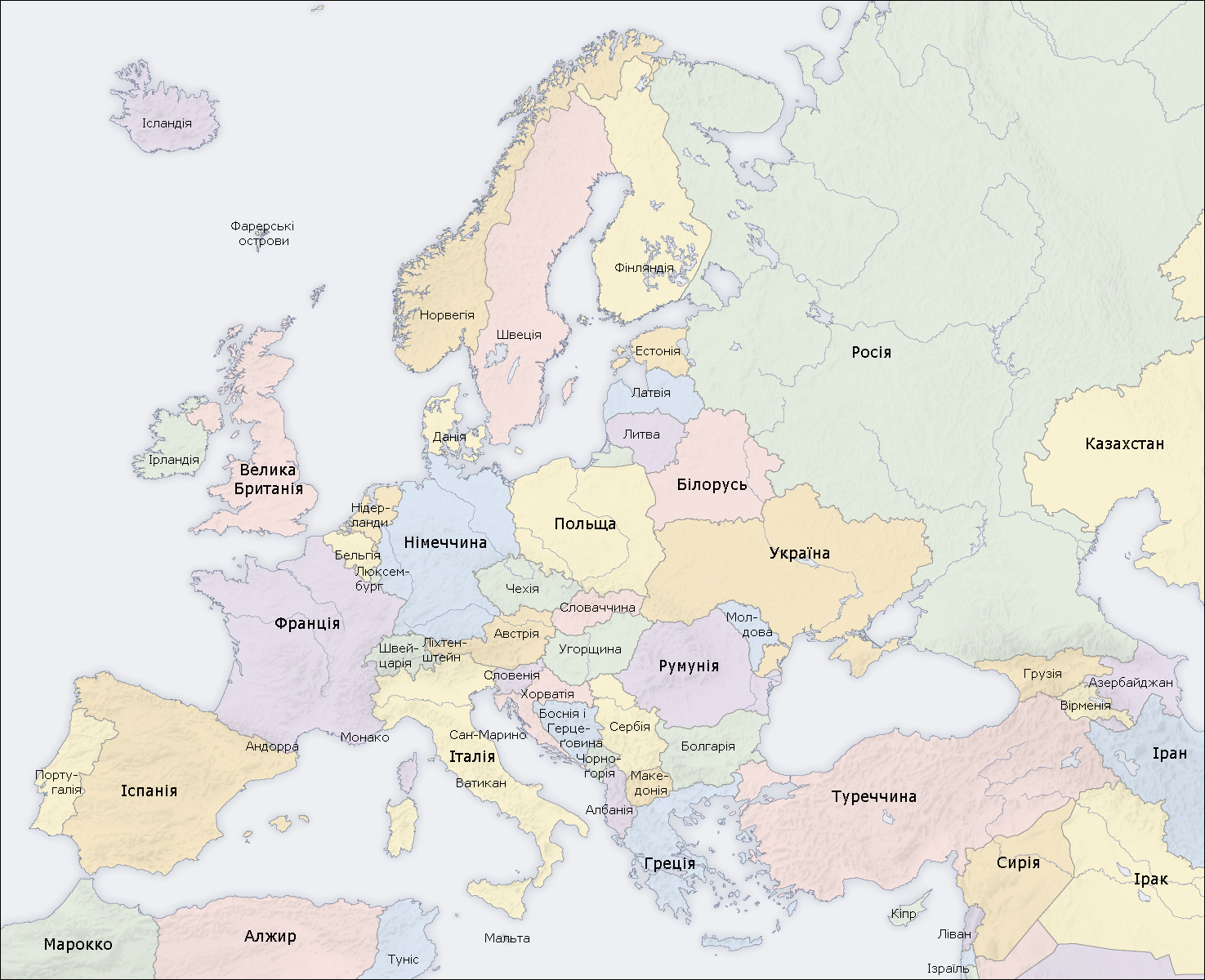
Країни Європи

Усього на території Європи станом на 2008 рік — 45 незалежних країн та 6 залежних територій.
Загальна площа Європи — 10 395,1 тис. км²
Загальна кількість населення Європи (станом на 1 липня 2002 року) — 708 340,5 тис. чол.
Є декілька варіантів поділу Європи:
- Традиційний на пострадянському просторі:
  - Західна Європа (Нідерланди, Бельгія, Люксембург, Франція, Велика Британія, Ірландія, а також острів Мен та деякі інші залежні території)
  - Північна Європа (Фінляндія, Швеція, Норвегія, Данія, Ісландія, а також Фарерські Острови, Шпіцберген та деякі інші залежні території)
  - Південна Європа (Італія, Сан-Марино, Австрія, Монако, Мальта, Греція)
  - Південно-Західна Європа (Іспанія, Португалія, Андорра, а також Гібралтар)
  - Центральна Європа (Німеччина, Австрія, Швейцарія, Ліхтенштейн, Польща, Чехія, Словаччина, Угорщина, Словенія)
  - Східна Європа (Україна, Білорусь, Литва, Латвія, Естонія, Молдова)
  - Південно-Східна Європа (Сербія, Чорногорія, Хорватія, Боснія і Герцеговина, Північна Македонія, Косово, Румунія, Болгарія, Албанія) — часто називають (разом з Грецією) балканськими країнами.
  - а також Росія, Казахстан, Туреччина, Азербайджан та Грузія
- Поділ Європи, що прийнятий у ООН:
  - Західна Європа (Франція, Бельгія, Нідерланди, Люксембург, Німеччина, Австрія, Ліхтенштейн, Швейцарія)
  - Північна Європа (Фінляндія, Швеція, Норвегія, Данія, Велика Британія, Ірландія, Ісландія, Естонія, Литва, Латвія та залежні території: острів Мен, Фарерські Острови, Шпіцберген тощо)
  - Південна Європа (Італія, Сан-Марино, Ватикан, Монако, Мальта, Греція, Іспанія, Португалія, Андорра, Сербія, Чорногорія, Хорватія, Албанія, Боснія і Герцеговина, Північна Македонія, Словенія, Косово, а також Гібралтар)
  - Східна Європа (Росія — у тому числі азійська її частина, Україна, Білорусь, Молдова, Румунія, Болгарія, Угорщина, Чехія, Словаччина, Польща)
- у часи Радянського Союзу:
  - Західна Європа (усі країни Європи капіталістичного світу)
  - Східна Європа (соціалістичні країни Європи)

| Назва країни                       | Площа (км²) | Населення (1 липня 2002) | Столиця чи адмін. центр | Адміністративний поділ                                                                  | докладніше |
| ---------------------------------- | ----------- | ------------------------ | ----------------------- | --------------------------------------------------------------------------------------- | ---------- |
| Австрія                            | 83 858      | 8 169 929                | Відень                  | 9 земель                                                                                | докладніше |
| Албанія                            | 28 748      | 3 544 841                | Тирана                  | 12 областей                                                                             | докладніше |
| Андорра                            | 468         | 68 403                   | Андорра-ла-Велья        | 7 громад                                                                                | докладніше |
| Бельгія                            | 30 510      | 10 274 595               | Брюссель                | Брюссель та 2 історичні області (10 провінцій)                                          | докладніше |
| Білорусь                           | 207 600     | 10 335 382               | Мінськ                  | 6 областей                                                                              | докладніше |
| Болгарія                           | 110 910     | 7 621 337                | Софія                   | 28 округів                                                                              | докладніше |
| Боснія і Герцеговина               | 51 129      | 3 964 388                | Сараєво                 | 2 республіки (10 кантонів, 137 муніципалітетів)                                         | докладніше |
| Ватикан                            | 0,44        | 900                      | Ватикан                 |                                                                                         | докладніше |
| Велика Британія                    | 244 820     | 59 778 002               | Лондон                  | 3 історико-національні області, 1 провінція, Лондон*                                    | докладніше |
| Греція                             | 131 940     | 10 645 343               | Афіни                   | 51 префектура, 1 автономний округ                                                       | докладніше |
| Данія                              | 43 094      | 5 368 854                | Копенгаген              | 14 округів, 2 міста*                                                                    | докладніше |
| Естонія                            | 45 226      | 1 415 681                | Таллінн                 | 15 повітів (маакондов)                                                                  | докладніше |
| Ірландія                           | 70 280      | 3 883 159                | Дублін                  | 26 графств                                                                              | докладніше |
| Ісландія                           | 103 000     | 279 384                  | Рейк'явік               | 8 областей                                                                              | докладніше |
| Іспанія                            | 498 506     | 40 077 100               | Мадрид                  | 17 автономних областей                                                                  | докладніше |
| Італія                             | 301 230     | 57 715 625               | Рим                     | 20 районів                                                                              | докладніше |
| Косово                             | 10 887      | 2 200 000                | Приштина                | 30 муніципалітетів                                                                      | докладніше |
| Латвія                             | 64 589      | 2 366 515                | Рига                    | 26 повітів                                                                              | докладніше |
| Литва                              | 65 200      | 3 601 138                | Вільнюс                 | 10 повітів                                                                              | докладніше |
| Ліхтенштейн                        | 160         | 32 842                   | Вадуц                   | 11 громад                                                                               | докладніше |
| Люксембург                         | 2 586       | 448 569                  | Люксембург              | 3 округи                                                                                | докладніше |
| Північна Македонія                 | 25 333      | 2 054 800                | Скоп'є                  | 85 муніципалітетів                                                                      | докладніше |
| Мальта                             | 316         | 397 499                  | Валлетта                |                                                                                         | докладніше |
| Молдова                            | 33 843      | 4 434 547                | Кишинів                 | 32 райони, 5 муніципалітетів, 2 автономні одиниці                                       | докладніше |
| Монако                             | 1,95        | 31 987                   | Монако                  | 3 округи                                                                                | докладніше |
| Нідерланди                         | 41 526      | 16 318 199               | Амстердам               | 12 провінцій*                                                                           | докладніше |
| Німеччина                          | 357 021     | 83 251 851               | Берлін                  | 16 земель                                                                               | докладніше |
| Норвегія                           | 324 220     | 4 525 116                | Осло                    | 19 провінцій*                                                                           | докладніше |
| Польща                             | 312 685     | 38 625 478               | Варшава                 | 16 воєводств                                                                            | докладніше |
| Португалія                         | 91 568      | 10 084 245               | Лісабон                 | 18 округів і 2 автономних райони                                                        | докладніше |
| Росія                              | 3 960 000   | 106 037 143              | Москва                  | 21 республіка, 7 країв, 48 областей, 2 міста, 1 автономна область, 9 автономних округів | докладніше |
| Румунія                            | 238 391     | 21 698 181               | Бухарест                | 41 повіт, 1 столичний муніципалітет                                                     | докладніше |
| Сан-Марино                         | 61          | 27 730                   | Сан-Марино              | 9 муніципалітетів                                                                       | докладніше |
| Сербія                             | 77 474      | 7 398 000                | Белград                 | 1 автономний край (29 округів, 78 муніципалітетів)                                      | докладніше |
| Словаччина                         | 48 845      | 5 422 366                | Братислава              | 8 районів                                                                               | докладніше |
| Словенія                           | 20 273      | 1 932 917                | Любляна                 | 60 провинцій                                                                            | докладніше |
| Угорщина                           | 93 030      | 10 075 034               | Будапешт                | 19 округів, 20 міст, 1 столиця                                                          | докладніше |
| Україна                            | 603 700     | 48 396 470               | Київ                    | 24 області, 1 автономна республіка, 2 міста спец. призначення                           | докладніше |
| Фінляндія                          | 336 593     | 5 157 537                | Гельсінкі               | 6 губерній                                                                              | докладніше |
| Франція                            | 547 030     | 59 765 983               | Париж                   | 22 регіони, які поділені на 96 департаментів*                                           | докладніше |
| Хорватія                           | 56 542      | 4 390 751                | Загреб                  | 20 провінцій (жупаній)                                                                  | докладніше |
| Чехія                              | 78 866      | 10 256 760               | Прага                   | 13 районів (країв)                                                                      | докладніше |
| Чорногорія                         | 13 812      | 616 258                  | Подгориця               | 21 громади                                                                              | докладніше |
| Швейцарія                          | 41 290      | 7 301 994                | Берн                    | 26 кантонів                                                                             | докладніше |
| Швеція                             | 449 964     | 9 067 049                | Стокгольм               | 21 лен                                                                                  | докладніше |
| Залежні території:                 |             |                          |                         |                                                                                         |            |
| Залежні території Великої Британії |             |                          |                         |                                                                                         |            |
| Гернсі                             | 78          | 64 587                   | Сент-Пітер-Порт         |                                                                                         | докладніше |
| Гібралтар                          | 5,9         | 27 714                   | Гібралтар               |                                                                                         | докладніше |
| Джерсі                             | 116         | 89 775                   | Сент-Гелієр             |                                                                                         | докладніше |
| Острів Мен                         | 572         | 73 873                   | Дуглас                  |                                                                                         | докладніше |
| Залежні території Данії            |             |                          |                         |                                                                                         |            |
| Фарерські острови                  | 1 399       | 46 011                   | Торсгавн                | 30 комун                                                                                | докладніше |
| Залежні території Норвегії         |             |                          |                         |                                                                                         |            |
| Шпіцберген та Ян-Маєн              | 62 049      | 2 868                    | Лонг'їр                 |                                                                                         | докладніше |
| Частина країн Азії                 |             |                          |                         |                                                                                         |            |
| Азербайджан                        | 39 730      | 4 198 491                | Баку                    | 59 районів, 11 міст, 1 автономна область                                                | докладніше |
| Грузія                             | 49 240      | 2 447 176                | Тбілісі                 | 9 країв, 3 автономні республіки                                                         | докладніше |
| Казахстан                          | 370 373     | 1 285 174                | Астана                  | 14 провінцій                                                                            | докладніше |
| Туреччина                          | 24 378      | 11 044 932               | Анкара                  | 81 провінція (вілаєт)                                                                   | докладніше |
| Разом                              | 10 395 067  | 708 340 483              |                         | 44 незалежні країни, 6 залежних територій, 4 країни, що частково розташовані в Європі   |            |

Нотатки:

1. ↑     Зірочкою означені країни, що мають залежні території.
2. ↑     Частина Іспанії — Канарські острови, а також 2 міста (Сеута та Мелілья) — належать до Африки. У таблиці приведені площа та населення лише європейської частини країни; загальна площа — 504 782 км², загальна кількість населення (липень 2004) — 40 280 780 чол.
3. ↑     Незалежність Косова (17 лютого 2008) визнана лише 37 країнами світу.
4. ↑     Частина Португалії — архіпелаг Мадейра (автономний район) — належить до Африки. У таблиці приведені площа та населення лише європейської частини країни; загальна площа — 92 391 км², загальна кількість населення (липень 2004) — 10 566 212 чол.
5. ↑     Більша частина Росії розташована в Азії. У таблиці наведені площа та населення лише європейської її частини; загальна площа країни — 17 075 200 км², загальне населення (липень 2004) — 143 420 309 чол.

## Невизнані країни
- ПМР (Придністров'я: 4 163 км², 555 500 чол. (2004 рік), столиця — Тирасполь) — 2 вересня 1990 року (від Молдови)
- Турецька Республіка Північного Кіпру (від Кіпру)
- Абхазія (8 600 км², 214 000 чол., столиця — Сухумі, поділяється на 7 районів)
- Південна Осетія (3 900 км², 72 000 чол., столиця — Цхінвалі, поділяється на 4 райони)